# Balls Out
| Оценки критиков               | Оценки критиков |
| Источник                      | Оценка          |
| ----------------------------- | --------------- |
| Allmusic                      | [ 1 ]           |
| Brave Words & Bloody Knuckles | [ 2 ]           |
| Classic Rock                  | [ 3 ]           |
| Kerrang                       | [ 4 ]           |
| Revolver                      | [ 5 ]           |
| Rock Sound                    | [ 6 ]           |
| Rockstar Weekly               | [ 7 ]           |
| Sputnikmusic                  | [ 8 ]           |

Balls Out — третий студийный альбом (второй студийный альбом на большом лейбле) американской глэм-метал-группы Steel Panther, вышедший 28 октября 2011 года.

## Об альбоме
По словам гитариста группы Сэтчела, работу над Balls Out группа начала с августа 2010 года, на момент мая 2011 года было завершено 15 песен. Продюсером альбома выступил Джей Растон (Мит Лоуф, Anthrax, Моррисси), работавший со Steel Panther над предыдущим альбомом Feel the Steel.
В июле 2011 года группа написала на своей странице Facebook: «IT’S CUMMING! ROCKTOBER 18TH!» — сообщая, что новый альбом будет выпущен 18 октября, однако релиз был перенесён на 10 дней. Гостями на альбоме стали при участии Дейн Кук (открывающая «In the Future»), а также Нуно Беттанкур и Чед Крюгер («It Won’t Suck Itself»).
Первыми синглами с альбома стали «If You Really, Really Love Me» (в Великобритании) и «17 Girls In a Row» (в США). В первую неделю продаж в США было продано 12 000 копий альбома.

## Список композиций
| №   | Название                                                            | Длительность |
| --- | ------------------------------------------------------------------- | ------------ |
| 1.  | «In the Future» (при участии Дейна Кука)                            | 1:28         |
| 2.  | «Supersonic Sex Machine»                                            | 3:10         |
| 3.  | «Just Like Tiger Woods»                                             | 3:41         |
| 4.  | «17 Girls in a Row»                                                 | 5:46         |
| 5.  | «If You Really, Really Love Me»                                     | 2:25         |
| 6.  | «It Won't Suck Itself» (при участии Нуно Беттанкура и Чеда Крюгера) | 2:54         |
| 7.  | «Tomorrow Night»                                                    | 2:58         |
| 8.  | «Why Can't You Trust Me»                                            | 4:01         |
| 9.  | «That's What Girls Are For»                                         | 3:39         |
| 10. | «Gold-Digging Whore»                                                | 3:55         |
| 11. | «I Like Drugs»                                                      | 4:19         |
| 12. | «Critter»                                                           | 3:38         |
| 13. | «Let Me Cum In»                                                     | 3:30         |
| 14. | «Weenie Ride»                                                       | 4:21         |

| №                   | Название             | Длительность |
| ------------------- | -------------------- | ------------ |
| 15.                 | «Do You Wanna Do Me» | 3:18         |
| 16.                 | «Handicapped Slut»   | 4:01         |
| Общая длительность: | Общая длительность:  | 54:56        |